# Baudouin Taslé d'Héliand
Pour les articles homonymes, voir Heliand (homonymie).
Bo Taslé d'Héliand, né en 1967 à Paris est un artiste contemporain français résidant aux États-Unis. 
La recherche de Bo T.d'H. est une forme d'exploration symbolique et introspective de l'identité d'artiste. La représentation du corps, ses empreintes sur une surface et les traces qu'il laisse dans l'espace sont les principaux matériaux qu'il utilise ainsi que le fil rouge que suit sa recherche. 
Bo vit et travaille majoritairement hors de la France. La Scandinavie, l'Asie, l'Afrique, le Moyen-Orient et enfin aujourd'hui la Californie, sont les bases où il a installé ses ateliers. Cet artiste nomade, produit un travail presque autobiographique ou ses lieux de résidence influencent le fond comme la forme de ses œuvres. Les œuvres de Bo tentent chacune d'embrasser notre monde d'un regard humaniste et ainsi de nous insuffler une spiritualité sans frontière. Produit d'une recherche autant conceptuelle que plastique, les œuvres graphiques, les sculptures et les vidéos de cet artiste sont des témoins de l'esprit de notre époque.

## Biographie
L'enfance de Bo T.d'H. a été environnée par des chefs-d'œuvre en péril. Sa mère, expert dans la restauration d'œuvres d'art, l'a sensibilisé à la fragilité d'une œuvre face à l'inexorable travail de destruction du temps. La création artistique devient pour lui la seule action raisonnable face à une entropie qui gouverne ce monde. Être artiste est donc plus de l'ordre de la vocation que de la carrière.  Reçu second au concours de l'École nationale supérieure des arts décoratifs de Paris, Bo décide néanmoins de garder une distance avec cette institution, préférant conserver une démarche d'autodidacte et préserver son indépendance artistique.
Diplômé du master en communication audiovisuelle de la Sorbonne Panthéon Paris 1, il mèneras de front, Pendant une quinzaine d'années, une carrière dans l'audiovisuel (producteur artistique et exécutif pour TF1, Expand et Canal+), une carrière de scénographe (pour l'Opéra National d'Helsinki et pour des compagnies scandinaves de danse contemporaine) et une recherche artistique.
En 2006, Bo décide de se consacrer pleinement à son travail artistique. Il part vivre successivement au Japon et en Corée où il approfondit les techniques du lavis et du marouflage, au Kenya où il vit au sein d'une tribu Turkana, et enfin à Dubaï où il se rapproche de la communauté des artistes d'Iran et d'Irak. Ses différentes expositions, collectives et solos, témoignent de l'influence de ces territoires sur son travail. Son séjour au sein du peuple Turkana influencera son travail de manière déterminante. La spiritualité animiste de ce peuple, son amour de la danse et son attachement à la terre, l'amèneront à choisir un mode de représentation en "contre-plongée" (vue d'oiseau). Ce choix esthétique et conceptuel devient la base de toutes ses recherches plastiques. Les œuvres de grand format qu'il exécute en Afrique sont des reconstitutions du sol à l'identique attestées par des positions satellites, sur lesquelles il représente à l'échelle réelle des membres de la tribu Turkana vus du ciel (série "bird's eye vision inside-out"). Toutes ses œuvres à venir, qu'elles soient sur toile, sur papier, à l'acrylique ou à l'huile, s'attacheront à ce mode de représentation.

### Influences
Si cet artiste n'appartient a aucune école de pensée ou groupe d'artistes, on peut néanmoins retenir son attachement pour le mouvement 'Support-Surface' dont la part conceptuelle est la base à partir de laquelle il commence ses recherches. Son obsession pour une représentation à l'échelle 1/1, et l'idée même de matérialiser le sol réel sur sa toile en sont les meilleures preuves. Cependant, l'aspect autobiographique de son travail, sa fascination pour la danse, en particulier l'écriture chorégraphique et le foisonnement de références culturelles visibles dans ses œuvres empêche de réduire son travail à ce mouvement français. Le souci de l'artiste d'opérer sur chaque œuvre une unité d'action, de temps et d'espace nous montre l'art en train d'agir. Ses œuvres réunissent à la fois l'intention, le corps de l'artiste et les traces qu'il nous laisse.
Le travail de Bo T.d'H. fait partie de collections privées étrangères (la Fondation de l'iranien Farjam aux Émirats arabes unis est à ce jour le plus gros collectionneur de ses œuvres). Il est représenté par la galerie Salwa Zeidan, Abou Dabi, Émirats arabes unis, La Galerie Jennifer Norback, Chicago, États-Unis, et la galerie Mark Hachem (Beirut, Paris, New York) le représente sur les autres territoires.

## Expositions collectives
- 2016 : Participation au "LA Art Show 2016" (foire internationale de Los Angeles), Galerie Modus/Mark Hachem -Paris, Beirut, New York.
- 2015 : Participation à la foire BEIRUT ART FAIR [1](MENASART), Galerie Jennifer Norback, Chicago - États-Unis
- 2013 : Participation à la foire BEIRUT ART FAIR, galerie Sophie Lanoë, Paris - France
- 2012 : Participation à la foire BEIRUT ART FAIR, Galerie Sophie Lanoë, Paris - France
- 2011 : Art Dubai, Dubaï, U.A.E. Galerie Salwa Zeidan, Abu Dhabi. Techniques mixtes sur toile.
- 2010 :
  - 12e Biennale Internationale du Caire, Giza, Égypte. Techniques mixtes sur toile et installation vidéo.
  - Abu Dhabi Art Fair, Abu Dhabi, U.A.E. Galerie Salwa Zeidan, Abu Dhabi. Techniques mixtes sur toile.
  - “Globe”. Galerie Salwa Zeidan, Abu Dhabi, UAE. Techniques mixtes sur papier recyclé.
  - Salon Show-off de la FIAC (Foire International d’Art Contemporain), Paris, France. Stand Menasart. Techniques mixtes sur toile.
  - 4e Forum Libre International de Bolognano. Bolognano, Italie. Curateur: Philippe de Boucaud. Vidéo (titre: "Jebel Ali", durée: 8 min).
- 2009 : “Accrochage”. Galerie Salwa Zeidan, Abu Dhabi, UAE. Techniques mixtes sur papier recyclé.

## Expositions personnelles
2010

Galerie Salwa Zeidan, Abu Dhabi, UAE. Série “Birds eye vision inside-out”. Techniques mixtes sur toile et sculptures.

2009

Al Bastakiya Art Fair, Dubaï, UAE. Série “The sacred part of the other”. Travail réalisé au Kenya au sein de la tribu Turkana. Terre reconstituée et achrylique sur toile. Larges formats.

2000

Galerie  Quang , Paris, France. Série “test tube babies 2”, cadavres exquis réalisés avec Markku Piri . Pastel gras sur papier recyclé.

1994

Galerie  Bronda, Helsinki, Finlande. Série  “test tube babies 1”, cadavres exquis réalisés avec Markku Piri. Pastel gras sur papier recyclé.

1993

Galerie Harjum Kahvilla, Helsinki, Finlande. Série: “skitsofrenia”. peinture sur papier fin et calque.

## Scénographies et Design costumes
1999

Compagnie de danse contemporaine "Intro Dans", Amsterdam, Pays-Bas. Scénographie et costumes pour l'adaptation locale de "L'oiseau de feu". Musique: Stravinsky, Chorégraphie: Jorma Uotinen.

1996

Opéra National de Finlande, Helsinki, Finlande. Scénographie et costumes du ballet "L'oiseau de feu". Musique: Stravinsky, Chorégraphie: Jorma Uotinen.

1995

Compagnie de danse contemporaine "Ny Dan Dansk Danseteater’s", Oslo, Norvège.  Scénographie et costumes pour l'adaptation locale de "Petrouchka". Musique: Stravinsky, Chorègraphie:Jorma Uotinen.

1994

Opéra national de Finlande, Helsinki, Finlande. Scénographie et costumes du ballet "Petrouchka". Musique: Stravinsky, Chorégraphie: Jorma Uotinen.
Prix

1er Prix du concours national de design graphique (Finlande)  pour la création de l'identité graphique du festival international de danse présidé par l'Opéra national de Finlande.
Ouvrages - citations

Catalogue de la 12e Biennale du Caire, Ministère de la Culture. République Arabe d'Égypte.